# Palet valdôtain

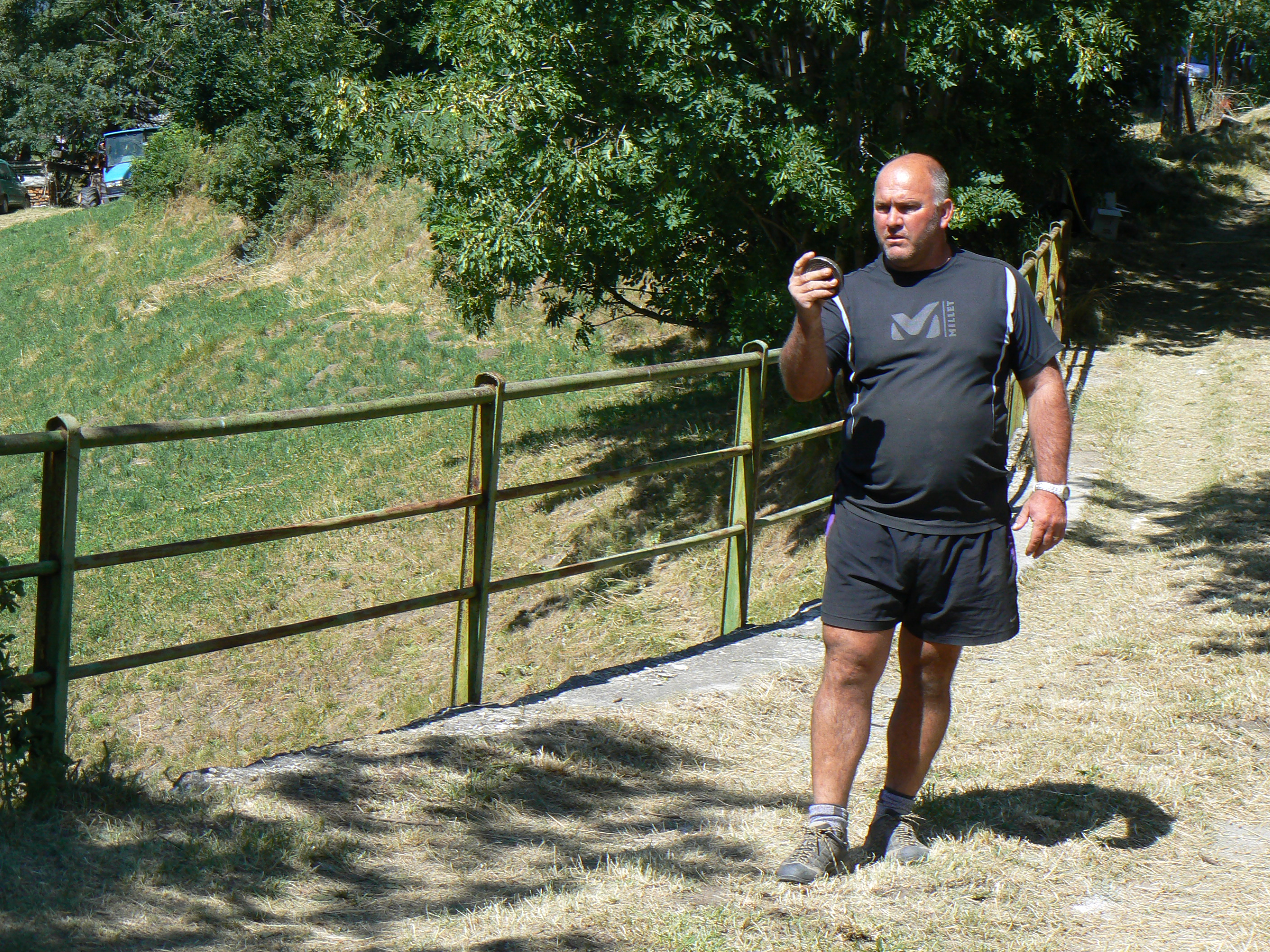
Un pratiquant de palet valdôtain.

Le Palet valdôtain (localement, simplement Palet) est un jeu qui fait partie des sports traditionnels de la Vallée d'Aoste, avec le tsan, la rebatta et le fiolet. Il est protégé en tant que tel par la « Fédérachon Esport de Nohtra Téra » et, depuis 1975, par l' « Asosiachon Valdohténa Joà di Palet » (Association valdôtaine jeu du palet en patois valdôtain de la basse vallée), qui est aussi l'organisatrice des championnats après de nombreuses années de spontanéité. Il s'agit d'un jeu de précision, une des nombreuses variantes des jeux de palets largement répandus en Europe depuis l'Antiquité.

## Aire de diffusion
Le palet est joué sur les différents versants des Alpes, principalement en Vallée d'Aoste, en Suisse dans le canton du Valais et dans le canton de Berne (« Platzgen »), et en France (Savoie).
Le palet est également pratiqué en Molise en Dalmatie mais aussi en en Bretagne, sous les formes variées de la « Galoche » et dans le Sud-Ouest comme le « Palet gascon », ainsi qu'en Espagne.

## Règles
Les anciennes règles avaient certainement de nombreuses variantes qui sont parvenues à nous par le biais de la tradition orale sont très semblables à celles des jeux de quilles et pétanque. Aujourd'hui, les parties se jouent à deux ou à trois sur 21 points en équipe ou sur 13 points dans les épreuves individuelles.

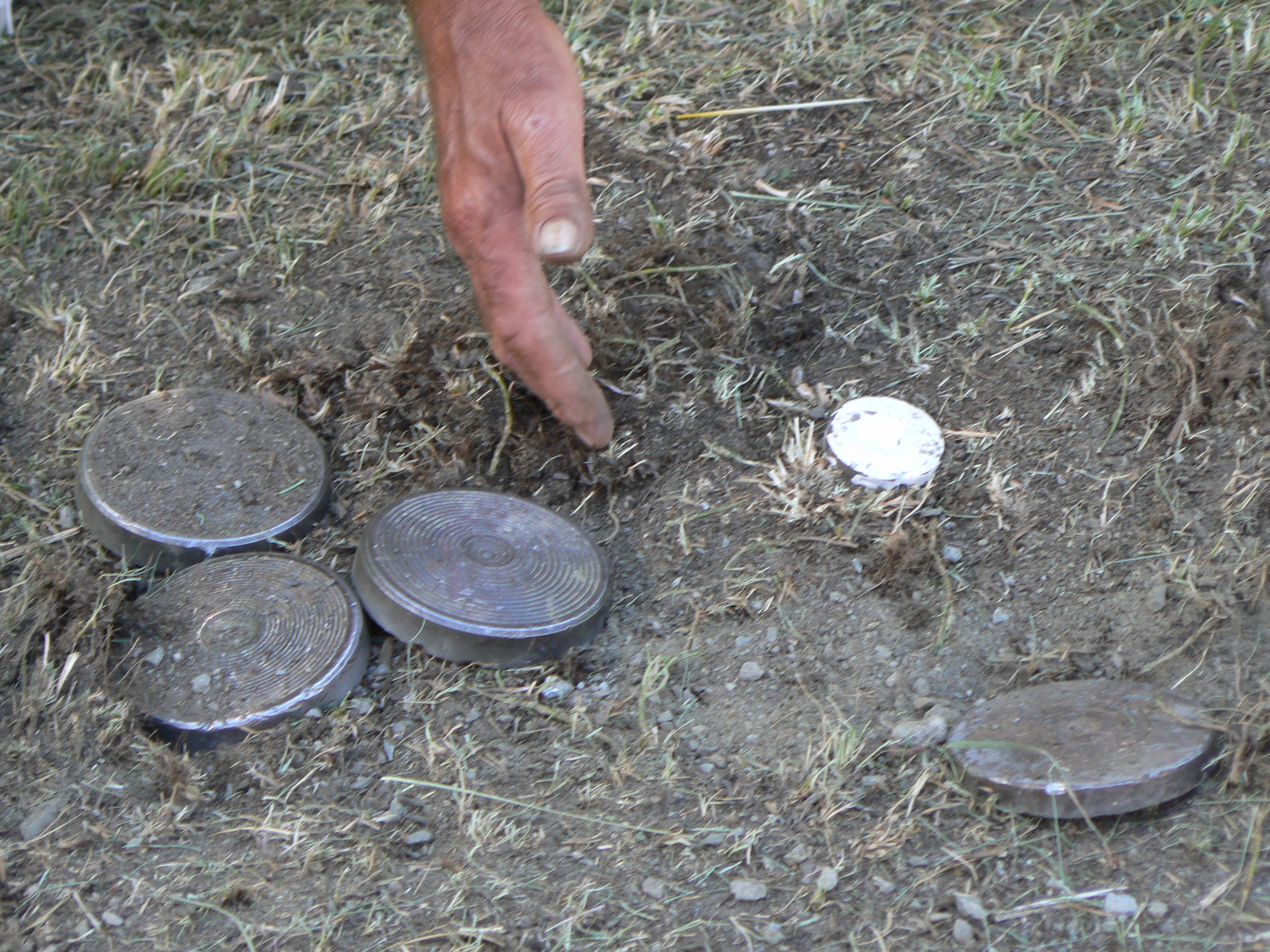
Palets et cible du jeu, à Ozein.

Selon le règlement national, le Palet valdôtain se joue avec un disque de fer, dit également « palet gravé » afin de mieux adhérer au sol. Il est d'un poids variable  entre 500 g et 1300 g, avec un diamètre compris entre 8 et 12 cm et une épaisseur de 1 cm. Le terrain de jeu est en terre battue et de petites dimensions : 16 mètres de long et 120 à 150 cm de large. Les emplacements sont souvent disposés côte à côte, comme pour le jeu de quilles. Le but du jeu est de lancer le palet et de toucher le plus près possible de la cible, un palet de fer plus petit de 4/5 cm de diamètre, 0,5/1,5 cm d'épaisseur et 100/250 g peint en blanc. Pendant les festivités on joue également « en gâchis », c'est-à-dire avec la formation d'équipes par tirage au sort.